# 詹怡宜
詹怡宜（1966年6月29日—），臺灣女性記者、主播，是TVBS的「開台元老」之一，自1993年開台之初便擔任記者採訪新聞。1994年以「兼職主播」的身分登上TVBS主播台播報《無線夜報》，隨後十多年間仍不斷兼顧採訪記者與主播播報的職務直到今日。現任TVBS新聞台新聞部副總經理、一步一腳印 發現新台灣主持人。

## 簡介
- 在加入TVBS之前，詹怡宜是《聯合晚報》的記者，自1993年1月1日至8月2日間都曾有她所採訪的新聞見報。更早之前則是《自立晚報》的記者，也曾任《中國時報》的編譯。
- 十多年的電視記者採訪生涯中，詹怡宜所製作的《大河戀》系列專題與《一步一腳印 發現新台灣》節目膾炙人口，也讓她在2000年與2005年分別拿下2座金鐘獎。
- 其兄為已故體育主播詹啟聖，其妹為台灣女高音聲樂家詹怡嘉。

## 學歷
- 臺北市立第一女子高級中學
- 國立台灣大學政治系
- 芝加哥大學公共政策碩士

## 曾主播過或曾主持過的節目
| 時間                         | 頻道      | 節目                      | 備註                             |
| 1994年10月17日—時間待查      | TVBS      | 《無線夜報》              |                                  |
| 1995年10月2日—2003年         | TVBS-N    | 《整點新聞》              |                                  |
| 1996年5月—1999年12月17日     | TVBS      | 《無線午報》              |                                  |
| 時間待查—2003年6月22日       | TVBS      | 《無線晚報》              | 代班主播                         |
| 2003年6月23日—2003年9月15日  | TVBS      | 《無線晚報》              | 正式主播                         |
| 2003年9月16日—2003年12月31日 | TVBS      | 《TVBS晚間新聞》          | 主播，與岑永康、張珮珊一起三主播 |
| 2004年─至今                  | TVBS      | 《一步一腳印 發現新台灣》 | 主持人                           |
| 2005年8月1日—2006年          | TVBS-NEWS | 《晚間8點新聞》           | 主播                             |
| 2006年12月—2007年1月12日     | TVBS-NEWS | 《Good Morning 魔力新聞》 | 主播                             |
| 2006年4月22日—2006年6月17日  | TVBS      | 《發現台灣藍海》          | 主持人                           |
| 2007年1月15日─時間待查       | TVBS-NEWS | 《早安台灣》              | 主播                             |

## 獎項紀錄
| 年份           | 獲提名                    | 獎項                                            | 結果 |
| -------------- | ------------------------- | ----------------------------------------------- | ---- |
| 2000年10月7日  | 《大河戀系列報導》        | 金鐘獎最佳新聞採訪獎（與攝影搭檔潘至峰）        | 獲獎 |
| 2005年11月12日 | 《一步一腳印 發現新台灣》 | 金鐘獎最佳文教節目主持人獎                      | 獲獎 |
| 2009年10月16日 | 《一步一腳印 發現新台灣》 | 節目『教育文化節目獎』(此為節目獎，領獎代表)    | 獲獎 |
| 2010年6月5日   |                           | 扶輪社台灣公益新聞金輪獎，電視媒體新聞主持人獎  | 獲獎 |
| 2010年10月4日  |                           | 第二屆真善美新聞傳播獎 傳播貢獻獎               | 獲獎 |
| 2015年11月24日 |                           | 中華傳播管理學會第一屆傳播管理獎 傳播管理菁英獎 | 獲獎 |
| 2016年3月      |                           | 獲選2016美國艾森豪獎學金學人台灣代表            | 獲獎 |
| 2018年8月29日  | 《一步一腳印 發現新台灣》 | 金鐘獎人文紀實節目主持人獎                      | 入圍 |
| 2018年8月29日  | 《一步一腳印 發現新台灣》 | 金鐘獎自然科學及人文紀實節目主持人獎            | 入圍 |
| 2020年10月21日 | 《一步一腳印 發現新台灣》 | 金鐘獎自然科學及人文紀實節目主持人獎            | 入圍 |

## 資料來源
1. ↑  .   [2006-10-04]. （原始内容存档于2016-03-04）.